# Максимово (Ленінградська область)
Максимово (рос. Максимово) — присілок Бокситогорського району Ленінградської області Росії. Входить до складу Подборовського сільського поселення.
Населення — 1 особа (2012 рік). 